# Cardamine californica
Cardamine californica är en korsblommig växtart som först beskrevs av Thomas Nuttall, och fick sitt nu gällande namn av Edward Lee Greene. Cardamine californica ingår i släktet bräsmor, och familjen korsblommiga växter. Inga underarter finns listade i Catalogue of Life.

## Bildgalleri

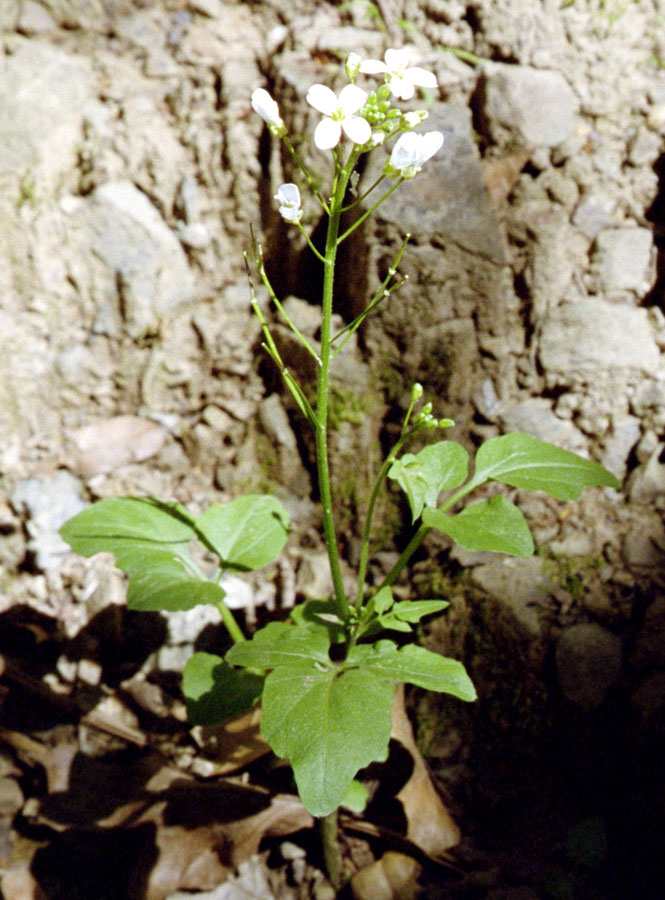
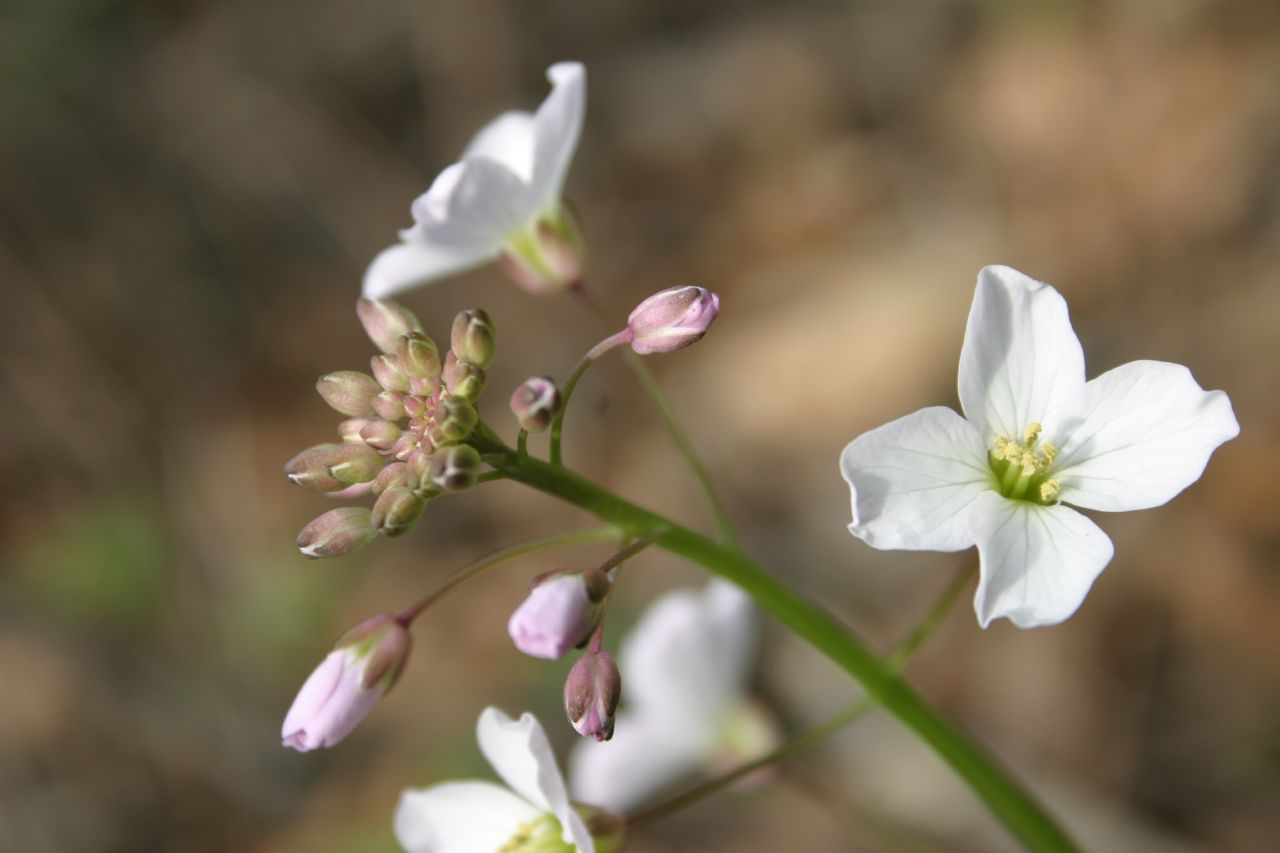
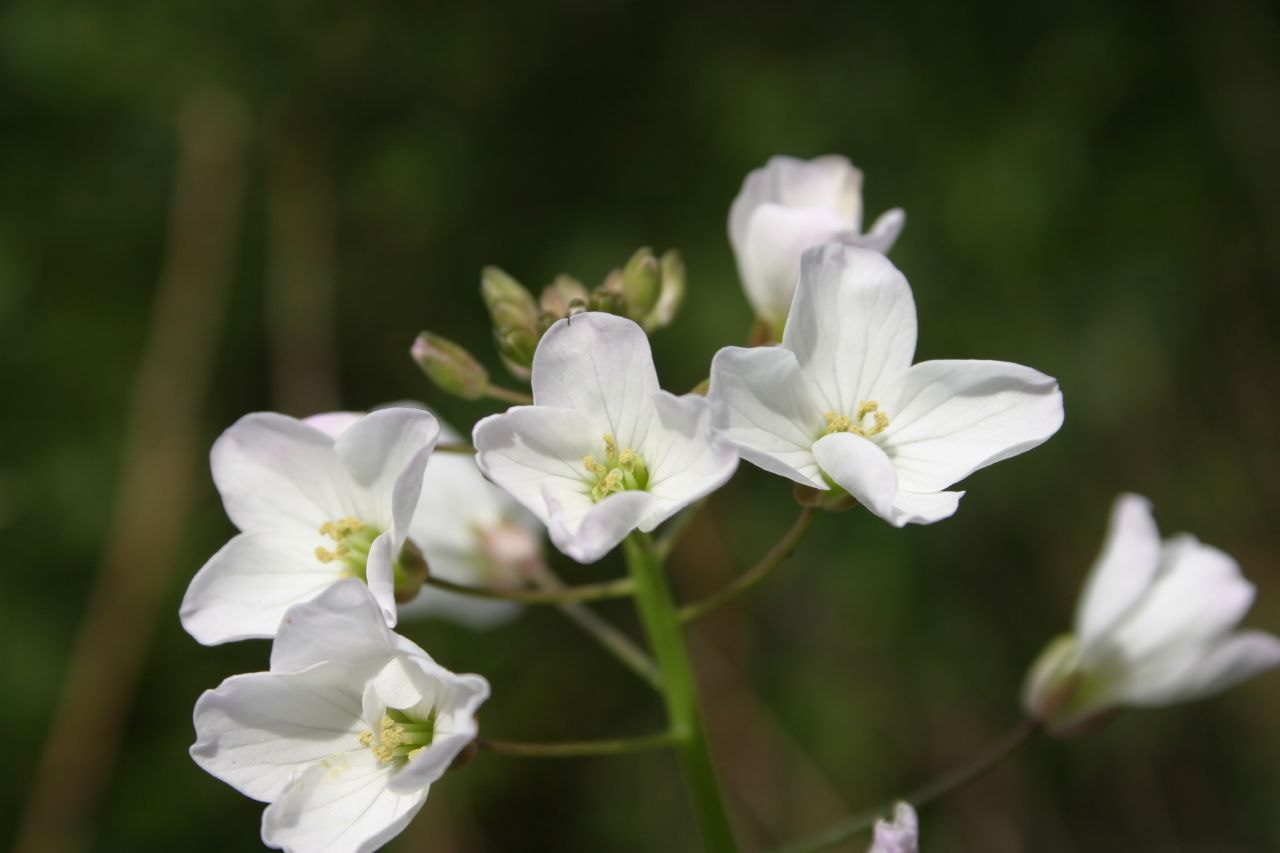
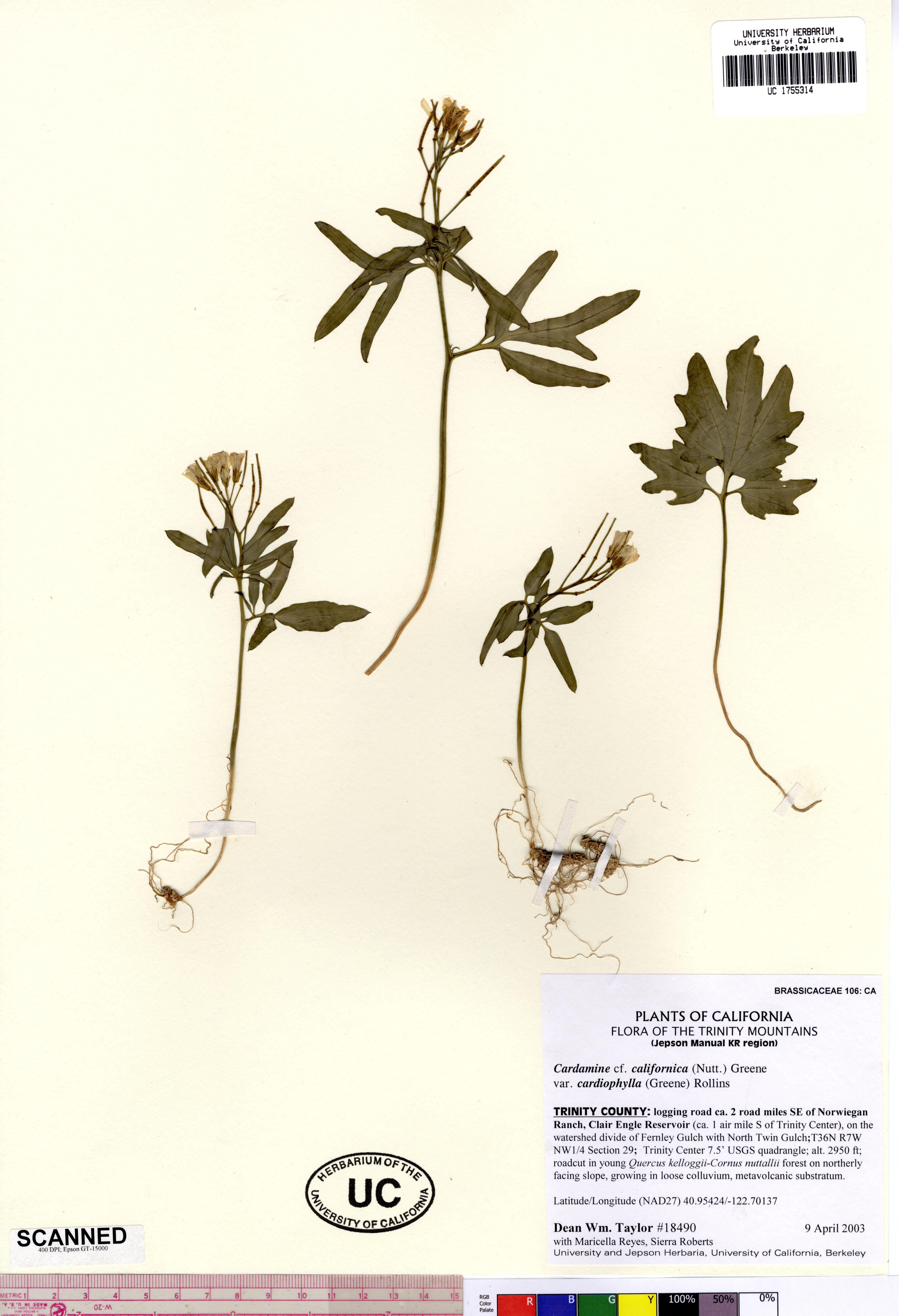
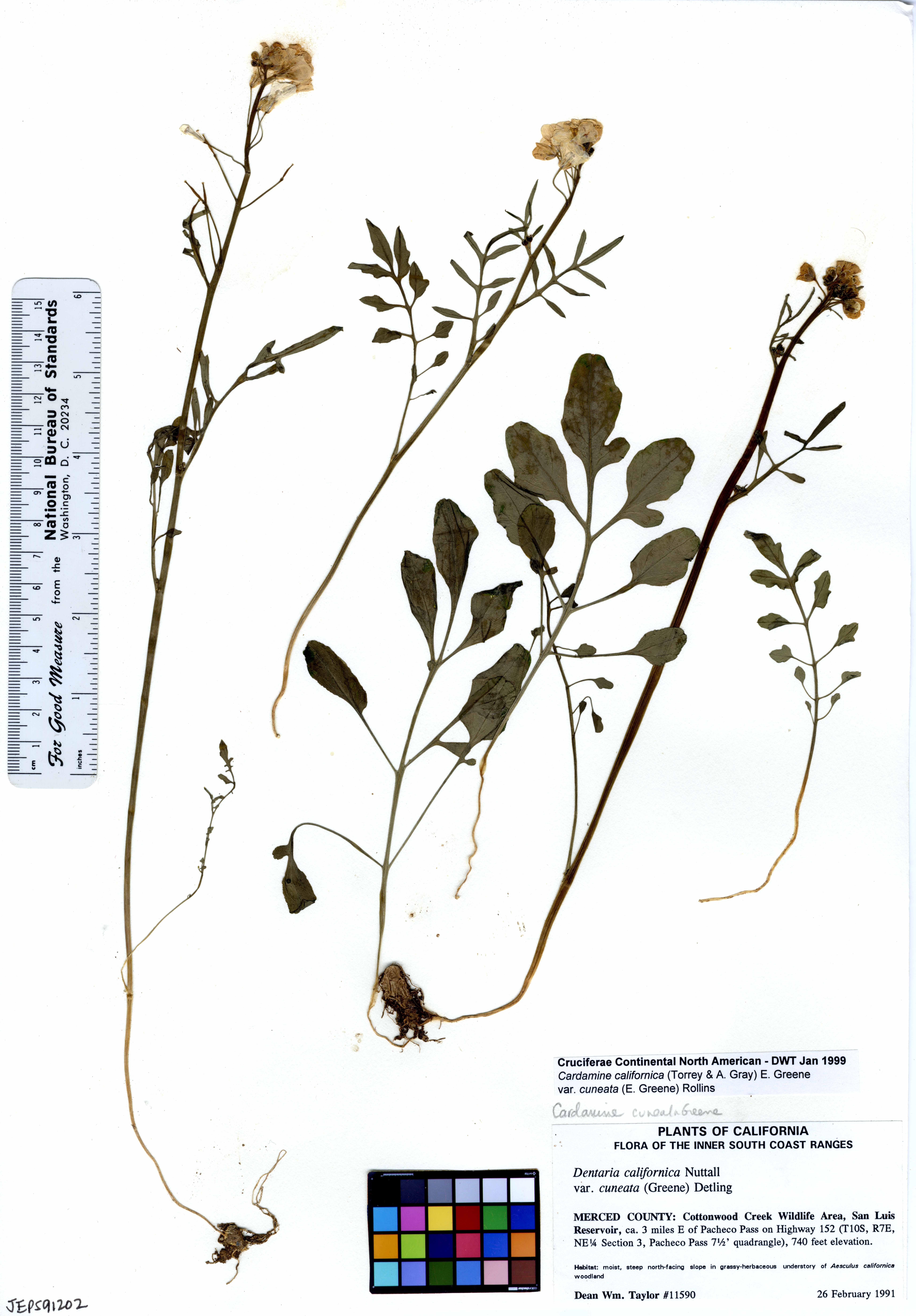
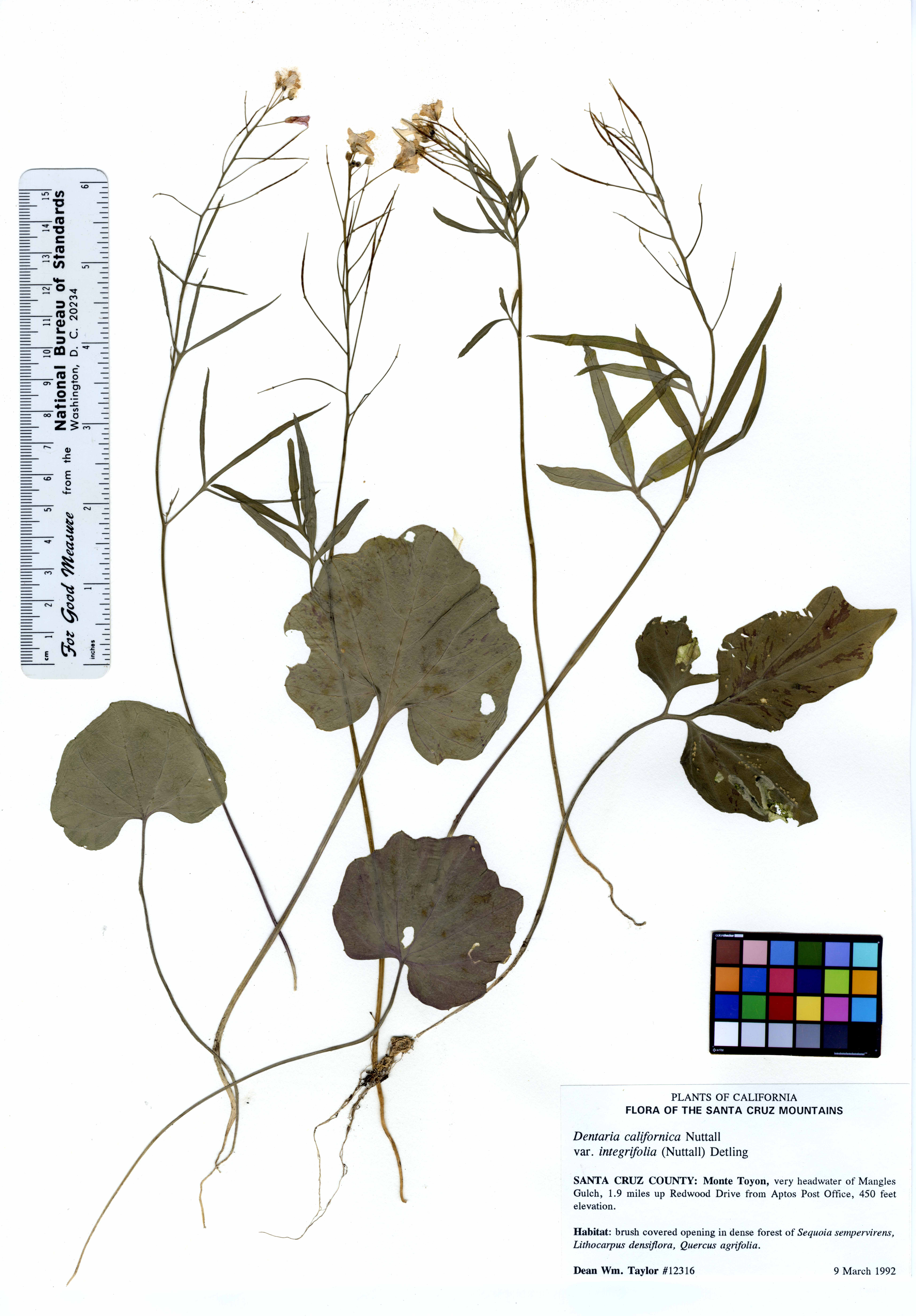